# Jasmine Joyce
Jasmine Joyce (9 de outubro de 1995) é uma jogadora de rugby sevens britânica.

## Carreira
Jasmine Joyce integrou o elenco da Seleção Britânica Feminina de Rugbi de Sevens, na Rio 2016, que foi 4º colocada.